# École supérieure d'art Pays basque
 (août 2023).
L'école supérieure d'art Pays basque (ESAPB) est une école d'art née de la réunion en 2017 de l'école d'art de la communauté d'agglomération Pays basque de Bayonne et de l'école supérieure d'art des Rocailles de Biarritz, dans le département des Pyrénées-Atlantiques.
Il s'agit d'un établissement public de coopération culturelle soutenu par la Communauté d'agglomération du Pays Basque, sous tutelle du ministère de la Culture. Créé en 1778, cet établissement compte parmi les institutions d’art les plus anciennes de France[réf. nécessaire].
L'école supérieure d'art Pays basque emploie 31 enseignants diplômés, qui interviennent tant pour les enseignements périscolaires et postscolaires que pour les classes préparatoires et la classe de mise à niveau en arts appliqués.

## Enseignement proposé
Cet établissement public propose des formations reconnues dans le réseau national de l’enseignement artistique supérieur :
- un 1er cycle d'enseignement supérieur en art menant au Diplôme National d’Art (option art), conférant grade de licence qui permet l’inscription des étudiants dans un cursus LMD (licence - master- doctorat)[1] ;
- une classe préparatoire Prépa ART aux écoles supérieures d’art[2] ;
- une classe préparatoire Prépa DESIGN aux formations supérieures en design[3].

Par ailleurs, l’école propose des ateliers de pratique plastique amateurs ouverts à tous les publics à partir de 7 ans, ainsi que des stages pour adultes et enfants pendant les périodes de vacances scolaires.

## Situation géographique
L'école supérieure d'art Pays basque dispense ses enseignements sur trois sites :
- la Cité des Arts à Bayonne ;
- la villa des Rocailles à Biarritz ;
- la Blanchisserie à Biarritz.

À Bayonne, l'école supérieure d'art Pays basque partage les bâtiments de l'ancien grand séminaire de Bayonne avec le conservatoire à rayonnement régional de Bayonne, dit aussi conservatoire Maurice-Ravel.

## Expositions et conférences
L'école supérieure d'art Pays basque reçoit régulièrement dans ses locaux des expositions d'artistes contemporains, et des conférences sur les arts.
Elle organise tous les deux ans une exposition biennale d'une partie des œuvres de ses élèves étudiants et amateurs.
Liste des conférenciers accueillis :
- Mimosa Echard, artiste, février 2020 ;
- Adrien Zammit, graphiste (formes vives), janvier 2020 ;
- Jeanne Moynot, artiste, janvier 2020 ;
- Malachi Farrell, artiste, décembre 2019 ;
- Christophe Hutin, architecte, décembre 2019 ;
- Santiago Reyes, artiste, avril 2019 ;
- Nathalie Quintane, écrivaine, février 2019 ;
- David Legrand, artiste, janvier 2019 ;
- Philippe Ramette, artiste, janvier 2019 ;
- Laurent Terras, artiste, janvier 2019 ;
- Jean Louis Iratzoki, designer, décembre 2018 ;
- Charlotte Charbonnel, artiste, mai 2018 ;
- Cameron Jamie, artiste, février 2018 ;
- Éric Poitevin, photographe, octobre 2008.